# Protapanteles lateralis
Protapanteles lateralis é uma espécie de insetos himenópteros, mais especificamente de vespas parasíticas pertencente à família Braconidae.
A autoridade científica da espécie é Haliday, tendo sido descrita no ano de 1834.
Trata-se de uma espécie presente no território português.